# 15495 Bogie
15495 Bogie este o planetă minoră (asteroid), cu un diametru de 6,221 km, din centura de asteroizi. A fost descoperită pe 17 februarie 1999 la Observatorul Reedy Creek de John Broughton⁠(d) și a fost numită după Humphrey Bogart. 
Obiectul prezintă o orbită caracterizată de o semiaxă mare de 2,7577547 UAi, o excentricitate de 0,14, o înclinație de 4,53272 ° în raport cu ecliptica.